# 张文蔚
张文蔚（9世纪—908年4月25日），字右华，一作在华，唐朝及其后继者后梁官员，唐朝末代皇帝唐哀帝及后梁开国皇帝后梁太祖朱全忠统治时期为宰相。

## 唐朝年间

### 家世
张文蔚生年不详。出身河间张氏，汉常山王张耳之后。祖父张君卿，为集贤院正字。父张裼历任显职，官终天平军节度使。张文蔚至少有四弟张济美、张贻宪、张仁龟及其余一人，与张济美、张贻宪、张仁龟都中了进士，但只有张贻宪继续在朝为官；张济美早早得了精神病，张文蔚在继续仕途的同时照顾弟弟三十余年，为士人君子称道。张文蔚少年时就善作文，好学善交友，有佳士之称。

### 早期仕途
张文蔚于唐僖宗乾符二年（875年）中进士，累次在一些节度使幕府仕官。后任判盐铁巡官。不久，在畿尉任上入馆为学士。四年（877年），其父张裼去世，遂弃官归家守丧。
唐僖宗中和年间（881年—885年），因被由攻占长安、自称大齐皇帝的黄巢率领的农民大军所迫，僖宗被迫逃到成都，为筹集对抗齐军的军费，将盐铁官署移到扬州，命李都判盐铁。李都推荐张文蔚为转运巡官。光启元年（885年），黄巢败，僖宗回京，张文蔚除监察御史，后历任左补阙、殿中侍御史、起居舍人，龙纪初年入朝为司勋吏部员外郎，升司勋郎中、祠部郎中、知制诰，任上其母苏氏由扶风郡太夫人进封冯翊郡太夫人。任满一年，授中书舍人，赐紫色官服。张文蔚与兄弟们在母亲膝下尽孝，不因官职而有别。其母死后，离职守丧，退居洛阳，哀毁过人。
张文蔚守丧完毕后，复拜中书舍人，因权相崔胤与他是同年进士，关系好，不久召入翰林，为承旨学士。当时唐昭宗刚回长安，皇室衰微，张文蔚起草的诏令不失中正，受到称赞。昭宗称赞翰林学士柳璨可任，想用他为宰相，问应该任以何官职。张文蔚认为选贤不需要拘泥资格、级别，但也不宜太快，并同意唐昭宗提拔柳璨为谏议大夫，于是柳璨被任为谏议大夫、同平章事。张文蔚转户部侍郎，转兵部侍郎，但仍兼翰林学士承旨。

### 拜相
天祐元年（904年），权势军阀宣武军节度使朱全忠迫使昭宗从长安迁都洛阳，同年弑昭宗，昭宗子唐哀帝继立。冬季，张文蔚出翰林院改任礼部侍郎，二年（905年）春，知贡举。三月，时任宰相的柳璨依附朱全忠，挑拨朱全忠和其他宰相裴枢、独孤损、崔远的关系；三人因而被罢相，时为正议大夫、尚书礼部侍郎（或误作吏部侍郎）、上柱国、赐紫金鱼袋的张文蔚和杨涉被授同中书门下平章事，拜为宰相。张文蔚还被任为中书侍郎、监修国史、判度支。五月，有司定于十月行郊礼，张文蔚与杨涉奉命分判祭器。当月，朱全忠在柳璨和李振煽动下杀死了包括裴枢、独孤损、崔远和前宰相陆扆、王溥在内的很多唐朝显官，柳璨起初还准备扩大清洗范围再处死十多名官员，但在张文蔚劝说下未遂。因朱全忠不满，预期的郊礼一再拖延。十二月，朱全忠以为柳璨、枢密使蒋玄晖与何太后图谋复唐，遂杀蒋玄晖，密令杀何太后，以哀帝名义以太后私通蒋玄晖事泄自杀令哀帝蒙羞为由取消郊礼，不久杀柳璨，张文蔚兼度支盐铁使。
四年（907年）正月，张文蔚率百官向朱全忠劝进。三月，哀帝准备禅位于朱全忠，并下诏。张文蔚以持节银青光禄大夫、守中书侍郎、同中书门下平章事摄中书令，充册礼使，押送传国宝、玉册、金宝，乘辂车与押传国宝使杨涉、押金宝使御史大夫薛贻矩率百官备法驾由洛阳经郑州前往朱全忠所在的宣武军军部大梁以举行典礼。四月，到大梁，从上源驿至金祥殿。朱全忠接受帝位，结束唐朝，建立了新的后梁朝，他就是太祖皇帝。张文蔚与册礼副使礼部尚书苏循奉册升殿进读。新帝为张文蔚等唐朝官员设宴于玄德殿，说自己辅政不久，登基都是诸公的功劳，包括张文蔚在内的绝大多数唐朝官员惭惧俯伏不能对，只是致谢。

## 后梁年间
后梁代立后，五月，张文蔚仍以门下侍郎、同平章事居相位。后梁朝廷的规章制度多出其手。十月，太祖命张文蔚以下文武百官回长安。开平二年（908年），太祖离开洛阳与拒绝承认后梁的晋王李存勖作战，留张文蔚留守。三月，张文蔚暴疾卒于任上，赠右仆射。

## 评价
- 《旧五代史》史臣曰：文蔚、贻矩，皆唐朝之旧臣，遇梁室之强禅，奉君命以来使，狎神器以授之，逢时若斯，亦为臣者之不幸也。抑不为其相，不亦善乎！[5]
- 《册府元龟》：沉遂重厚，有大臣之风。
- 《新五代史》：呜呼！唐之亡也，贤人君子既与之共尽，其馀在者皆庸懦不肖、倾险狯猾、趋利卖国之徒也。不然，安能蒙耻忍辱于梁庭如此哉！……又读《梁实录》，见文蔚等所为如此，未尝不为之流涕也。……及唐之亡也，又先以朋党尽杀朝廷之士，而其馀存者，皆庸懦不肖倾险之人也，然后唐从而亡。[22]

## 子
- 张铸，后周显德年中官至秘书监。[5]